# Almindelig kaki
Almindelig kaki (Diospyros kaki) eller kakitræ er et lille, løvfældende træ med en kort stamme og en bred, overhængende krone. Frugten kaldes "persimon", "kakifrugt" eller "daddelblomme". Arten er blandt de ældste, dyrkede træer, og den vides at have været dyrket i Kina mindst 2.000 år.

## Verdensproduktion
| Top 10 producenter af Almindelig kaki 2018 | Top 10 producenter af Almindelig kaki 2018 |
| Land                                       | Produktion (Ton)                           |
| ------------------------------------------ | ------------------------------------------ |
| Kina                                       | 3.084.458                                  |
| Spanien                                    | 492.320                                    |
| Sydkorea                                   | 346.679                                    |
| Japan                                      | 208.000                                    |
| Aserbajdsjan                               | 160.092                                    |
| Brasilien                                  | 156.935                                    |
| Skabelon:TWN                               | 84.301                                     |
| Usbekistan                                 | 71.214                                     |
| Italien                                    | 47.615                                     |
| Israel                                     | 28.000                                     |

## Beskrivelse
Barken er først lysegrøn, dunhåret og spættet af lyse barkporer. Senere bliver den glat og lysebrun, og gamle grene og stammen kan med tiden få en grå bark, som sprækker op og danner småbarkkamme. Kno-pperne er spredtstillede, ægformede og olivengrønne. Bladene er bredt lancetformede med bølget, hel rand. Oversiden er blank og mørkegrøn med forsænkede ribber, mens undersiden er lysegrøn.
Blomstringen foregår i maj-juni, hvor man finder enten hanlige eller hunlige blomster på et enkelt træ. Blomsterne sidder i bladhjørnerne, de hanlige 1-3 sammen, og de hunlige som regel enkeltvis. Blomsten er 4-tallig og regelmæssigt bygget (bortset fra kønsforskellen). Hanlige blosmster er små og gulgrønne, mens de hunlige er betydeligt større med næsten hvide kronblade og kraftig duft. Frugten, som desuden går under betegnelsen ‘’sharonfrugt’’, er et tomatstort, gult-højrødt bær. De dyrkede former danner frugt uden bestøvning, og de indeholder ingen frø. Bestøvede frugter rummer op til 8 kerner, og de bliver noget større.
Rodsystemet består af en tyk pælerod og kraftige siderødder.
Højde x bredde og årlig tilvækst: 10 x 8 m (25 x 20 cm/år).

## Hjemsted
Arten er blandt de ældste, dyrkede træer, og den vides at have været dyrket i Kina mindst 2.000 år. Derfor er det svært at angive dens hjemsted, men det anses for givet, at den stammer fra subtropiske områder i Kina. Her har den været en del af de blandede løv- og nåleskove, som dækkede bjergskråningerne. Endnu i dag findes en vild variant, Diospyros kaki var. sylvestris, vildtvoksende i resterne af disse skove.
I Nanling nationale naturreservat, som ligger i det nordvestlige Guangdong, Kina, er der subtropisk monsunklima med 1.500-1.800 mm nedbør, som falder mellem marts og august. Området er stærkt kuperet og ligger i højder mellem 300 og 1.900 m. Her vokser arten (muligvis naturaliseret) sammen med bl.a. alm. brunelle, Corylopsis multiflora (en art af hasselbror), davidløn, galæblesumak, havehortensia, Hedera nepalensis (en art af vedbend), hvid jodplante, japansk spiræa, kinesisk cunninghamia, lysesiv, Myrica rubra (en art af pors), Pinus massoniana (en art af Fyr), rundbladet celaster, rundbladet soldug, Stachyurus himalaicus (en art af akshale), stueazalea, te og vinterlue

## Vitaminer
Frugterne indeholder meget tannin, mens de er umodne. De modner først efter løvfald, og da bliver de søde. Frugterne har et højt indhold af A- og C-vitamin.

## Anvendelse
Frugterne spises af mennesker. I asiatisk naturmedicin anses de umodne, bitre frugter for at have en gavnlig indvirkning på forhøjet blodtryk .

## Sorter
- 'Sharon' er en forædlet form af almindelig kaki fra Israel. Den er uden garvesyre og kan spises umoden. Se i øvrigt Zdeněk Černoch: Diospyros kaki (engelsk) for oplysninger om sorterne.

| Portal | Portal:Botanik |